# 1275 w literaturze
Wydarzenia literackie w 1275 roku.

## Urodzili się
- Dźńaneśwar, indyjski poeta (zm. 1296)
- Musō Soseki, japoński poeta (zm. 1351)
- Tomasz Magister, bizantyński filolog i autor listów (zm. 1346)

## Zmarli
- Hermann z Altaich, średniowieczny historyk (ur. 1200 lub 1201)
- Odo Rigaldi, francuski teolog (ur. ok. 1200)
- Ulryk von Liechtenstein, niemiecki poeta (ur. 1198)